# Gran Premio motociclistico delle Nazioni 1990
Il Gran Premio motociclistico delle Nazioni 1990 fu la quarta gara del Motomondiale 1990. Si disputò il 20 maggio 1990 sul Circuito Internazionale Santamonica di Misano Adriatico.
Si è gareggiato in quattro classi con le vittorie di Wayne Rainey in classe 500, di John Kocinski in classe 250 e di Jorge Martínez in classe 125. Nella gara dei sidecar si è imposto l'equipaggio Rolf Biland/Kurt Waltisperg.

## Classe 500
Anche in questa occasione il numero dei partenti è stato abbastanza ridotto, con 19 piloti al via e solo 15 classificati al termine della gara.
Al termine di una gara effettuata in due manches a causa di una prima interruzione al 24º giro per la pioggia, ha ottenuto il suo terzo successo stagionale lo statunitense Wayne Rainey davanti al connazionale Kevin Schwantz e all'australiano Michael Doohan.

### Arrivati al traguardo
| Pos. | Pilota               | Moto   | Tempo     | Griglia | Punti |
| ---- | -------------------- | ------ | --------- | ------- | ----- |
| 1    | Wayne Rainey         | Yamaha | 46.21.150 | 1       | 20    |
| 2    | Kevin Schwantz       | Suzuki | 46.23.271 | 2       | 17    |
| 3    | Michael Doohan       | Honda  | 46.29.020 | 3       | 15    |
| 4    | Wayne Gardner        | Honda  | 46.30.885 | 4       | 13    |
| 5    | Niall Mackenzie      | Suzuki | 47.34.602 | 6       | 11    |
| 6    | Sito Pons            | Honda  | 47.41.515 | 7       | 10    |
| 7    | Randy Mamola         | Cagiva | 1 giro    | 10      | 9     |
| 8    | Juan Garriga         | Yamaha | 1 giro    | 11      | 8     |
| 9    | Marco Papa           | Honda  | 1 giro    | 17      | 7     |
| 10   | Romolo Balbi         | Honda  | 1 giro    | 14      | 6     |
| 11   | Michele Valdo        | Honda  | 2 giri    | 16      | 5     |
| 12   | Peter Lindén         | Honda  | 3 giri    | 18      | 4     |
| 13   | Nicholas Schmassmann | Honda  | 3 giri    | 20      | 3     |
| 14   | Cees Doorakkers      | Honda  | 5 giri    | 19      | 2     |
| 15   | Vittorio Scatola     | Paton  | 8 giri    | 15      | 1     |

### Ritirati
| Pilota               | Moto   | Motivo | Griglia |
| -------------------- | ------ | ------ | ------- |
| Andreas Leuthe       | Honda  |        | 21      |
| Alex Barros          | Cagiva |        | 12      |
| Pierfrancesco Chili  | Honda  |        | 5       |
| Jean-Philippe Ruggia | Yamaha |        | 8       |

### Non partiti
| Pilota           | Moto   | Motivo | Griglia |
| ---------------- | ------ | ------ | ------- |
| Christian Sarron | Yamaha |        | 9       |
| Ron Haslam       | Cagiva |        | 13      |

## Classe 250

### Arrivati al traguardo
| Pos. | Pilota            | Moto     | Tempo     | Griglia | Punti |
| ---- | ----------------- | -------- | --------- | ------- | ----- |
| 1    | John Kocinski     | Yamaha   | 39.33.533 | 1       | 20    |
| 2    | Helmut Bradl      | Honda    | 39.47.943 | 4       | 17    |
| 3    | Wilco Zeelenberg  | Honda    | 39.56.158 | 5       | 15    |
| 4    | Carlos Cardús     | Honda    | 40.01.238 | 3       | 13    |
| 5    | Jochen Schmid     | Honda    | 40.03.589 | 7       | 11    |
| 6    | Martin Wimmer     | Aprilia  | 40.08.107 | 8       | 10    |
| 7    | Reinhold Roth     | Honda    | 40.13.752 | 14      | 9     |
| 8    | Masahiro Shimizu  | Honda    | 40.14.452 | 10      | 8     |
| 9    | Marcellino Lucchi | Aprilia  | 40.20.013 | 9       | 7     |
| 10   | Loris Reggiani    | Aprilia  | 40.20.165 | 18      | 6     |
| 11   | Carlos Lavado     | Aprilia  | 40.20.317 | 13      | 5     |
| 12   | Jorge Martínez    | JJ Cobas | 40.44.062 | 17      | 4     |
| 13   | Corrado Catalano  | Aprilia  | 40.45.336 | 26      | 3     |
| 14   | Paolo Casoli      | Yamaha   | 40.45.348 | 25      | 2     |
| 15   | Renzo Colleoni    | Aprilia  | 40.46.886 | 15      | 1     |
| 16   | Urs Jücker        | Yamaha   | 1 giro    | 31      |       |
| 17   | Bernd Kassner     | Yamaha   | 1 giro    | 22      |       |
| 18   | Jean Foray        | Yamaha   | 1 giro    | 32      |       |
| 19   | Alain Bronec      | Aprilia  | 1 giro    | 24      |       |
| 20   | Harald Eckl       | Aprilia  | 2 giri    | 21      |       |
| 21   | Darren Milner     | Aprilia  | 4 giri    | 34      |       |

### Ritirati
| Pilota             | Moto    | Motivo | Griglia |
| ------------------ | ------- | ------ | ------- |
| Alberto Rota       | Aprilia |        | 28      |
| Andrea Borgonovo   | Aprilia |        | 19      |
| Àlex Crivillé      | Yamaha  |        | 12      |
| Dominique Sarron   | Honda   |        | 6       |
| Luca Cadalora      | Yamaha  |        | 2       |
| José Barresi       | Yamaha  |        | 30      |
| Didier de Radiguès | Aprilia |        | 11      |
| Adrien Morillas    | Aprilia |        | 27      |
| Peter Lindén       | Yamaha  |        | 29      |
| Erich Neumair      | Yamaha  |        | 23      |
| Andreas Preining   | Aprilia |        | 16      |
| Bernard Haenggeli  | Aprilia |        | 20      |

### Non partito
| Pilota       | Moto    | Motivo | Griglia |
| ------------ | ------- | ------ | ------- |
| Fausto Ricci | Aprilia |        | 33      |

## Classe 125

### Arrivati al traguardo
| Pos. | Pilota              | Moto      | Tempo     | Griglia | Punti |
| ---- | ------------------- | --------- | --------- | ------- | ----- |
| 1    | Jorge Martínez      | JJ Cobas  | 37.05.542 | 1       | 20    |
| 2    | Dirk Raudies        | Honda     | 37.08.174 | 12      | 17    |
| 3    | Loris Capirossi     | Honda     | 37.10.071 | 11      | 15    |
| 4    | Hans Spaan          | Honda     | 37.12.860 | 8       | 13    |
| 5    | Koji Takada         | Honda     | 37.19.267 | 4       | 11    |
| 6    | Manuel Hernández    | Honda     | 37.20.124 | 23      | 10    |
| 7    | Robin Milton        | Honda     | 37.20.278 | 20      | 9     |
| 8    | Hisashi Unemoto     | Honda     | 37.20.796 | 16      | 8     |
| 9    | Maurizio Vitali     | Gazzaniga | 37.25.029 | 9       | 7     |
| 10   | Heinz Lüthi         | Honda     | 37.25.128 | 15      | 6     |
| 11   | Alfred Waibel       | Honda     | 37.25.730 | 25      | 5     |
| 12   | Gabriele Debbia     | Aprilia   | 37.26.860 | 33      | 4     |
| 13   | Domenico Brigaglia  | Honda     | 37.28.777 | 29      | 3     |
| 14   | Emilio Cuppini      | Honda     | 37.28.873 | 14      | 2     |
| 15   | Johnny Wickström    | JJ Cobas  | 37.28.966 | 18      | 1     |
| 16   | Manuel Herreros     | JJ Cobas  | 37.29.820 | 22      |       |
| 17   | Oliver Petrucciani  | JJ Cobas  | 37.49.494 | 27      |       |
| 18   | Hans Koopman        | Honda     | 37.49.504 | 32      |       |
| 19   | Stefan Kurfiss      | Honda     | 37.12.031 | 30      |       |
| 20   | Jos van Dongen      | Honda     | 38.13.742 | 28      |       |
| 21   | Bruno Casanova      | Aprilia   | 38.20.665 | 17      |       |
| 22   | Alessandro Gramigni | Aprilia   | 38.25.423 | 19      |       |
| 23   | Hubert Abold        | Rotax     | 39.36.049 | 10      |       |
| 24   | Robin Appleyard     | Honda     | 38.44.154 | 35      |       |
| 25   | Ralf Waldmann       | Rotax     | 1 giro    | 7       |       |
| 26   | Hervé Duffard       | Honda     | 1 giro    | 34      |       |

### Ritirati
| Pilota           | Moto     | Motivo | Griglia |
| ---------------- | -------- | ------ | ------- |
| José Saez        | Honda    |        | 36      |
| Fausto Gresini   | Honda    |        | 3       |
| Thierry Feuz     | Honda    |        | 31      |
| Steve Patrickson | Honda    |        | 6       |
| Adi Stadler      | JJ Cobas |        | 13      |
| Doriano Romboni  | Honda    |        | 2       |
| Flemming Kistrup | Honda    |        | 26      |
| Julián Miralles  | JJ Cobas |        | 24      |
| Stefan Prein     | Honda    |        | 5       |
| Mike Leitner     | Honda    |        | 21      |

### Non qualificati
| Pilota             | Moto     |
| ------------------ | -------- |
| Stefan Dörflinger  | Aprilia  |
| Allan Scott        | Honda    |
| Herri Torrontegui  | Honda    |
| Marco Cipriani     | Honda    |
| Jaime Mariano      | Casal    |
| Gabriele Gnani     | Gnani    |
| Antonio Sánchez    | JJ Cobas |
| Gianluigi Scalvini | Honda    |
| Stuart Edwards     | Honda    |
| Peter Galvin       | Honda    |

## Classe sidecar
Nella gara delle motocarrozzette l'equipaggio Rolf Biland-Kurt Waltisperg vince in rimonta dopo una partenza non felice, anche grazie a problemi meccanici che rallentano Alain Michel-Simon Birchall quando erano in testa. Il secondo posto è di Steve Webster-Gavin Simmons, malgrado Webster soffrisse i postumi di una frattura a una scapola; si piazzano terzi Egbert Streuer-Geral de Haas.
In classifica Webster si porta in testa in solitaria a 54 punti, davanti a Michel a 39, Biland a 35, Jones a 28 e Streuer a 26.

### Arrivati al traguardo (posizioni a punti)[4]
| Pos | Pilota             | Passeggero       | Moto          | Tempo     | Punti |
| --- | ------------------ | ---------------- | ------------- | --------- | ----- |
| 1   | Rolf Biland        | Kurt Waltisperg  | LCR-Krauser   | 35'27"847 | 20    |
| 2   | Steve Webster      | Gavin Simmons    | LCR-Krauser   | +5"452    | 17    |
| 3   | Egbert Streuer     | Geral de Haas    | LCR-Yamaha    | +9"839    | 15    |
| 4   | Paul Güdel         | Charly Güdel     | LCR-Yamaha    | +16"148   | 13    |
| 5   | Derek Jones        | Peter Brown      | LCR-Yamaha    | +20"766   | 11    |
| 6   | Steve Abbott       | Shaun Smith      | Windle-Yamaha | +48"640   | 10    |
| 7   | Yoshisada Kumagaya | Brian Houghton   | Windle-JPX    |           | 9     |
| 8   | Barry Brindley     | Julian Tailford  | LCR-Yamaha    |           | 8     |
| 9   | Tony Wyssen        | Kilian Wyssen    | LCR-Krauser   |           | 7     |
| 10  | Klaus Klaffenböck  | Christian Parzer | LCR-Yamaha    |           | 6     |
| 11  | Barry Smith        | David Smith      | Windle-ADM    |           | 5     |
| 12  | Ralph Bohnhorst    | Thomas Böttcher  | LCR-Yamaha    |           | 4     |
| 13  | Theo van Kempen    | Jan Kuyt         | LCR-Krauser   |           | 3     |
| 14  | Alain Michel       | Simon Birchall   | LCR-Krauser   |           | 2     |
| 15  | Hans Hügli         | Adolf Hänni      | LCR-Yamaha    |           | 1     |